# 华美拟扇蟹
华美拟扇蟹（学名：Paraxanthias elegans）为扇蟹科拟扇蟹属的动物。分布于日本、澳大利亚、台湾岛以及中国大陆的海南岛等地，常见于海水。